# Känerkinden
Känerkinden är en ort och kommun i distriktet Sissach i kantonen Basel-Landschaft, Schweiz. Kommunen har 535 invånare (2023).